# Trienopa elongata
Trienopa elongata är en insektsart som beskrevs av Melichar 1906. Trienopa elongata ingår i släktet Trienopa och familjen sköldstritar. Inga underarter finns listade i Catalogue of Life.